# Vtípečky se zelím
Vtípečky se zelím je komediální skupina, kterou v roce 2022 založili Ondřej Cabal a Aleš Pitrmoc. Shromažďuje komiky z Česka a kolektivně rozvíjí řemeslo stand-up comedy. Sídlí v Praze. Pravidelně pořádá takzvané open mic večery, kde si komici zkouší nový materiál a kde se začátečníci učí vystupovat. Skupina pořádá také vlastní show. Účinkují s ní například Ondřej Cabal, Aleš Pitrmoc, Jiří Štraub, Adam Korytář, Martin Černý, Erik Zahradil, Pavel Hrdlička, Zdeněk Hruška, Lukáš Tomčal, Julie Fric Krauskopfová, Matyáš Nájemník nebo Lukáš Hoffmann. S Vtípečky se zelím spolupracují také Jiří Jakima a Tigran Hovakimyan.